# 今井健二
今井 健二（いまい けんじ、1932年3月31日 - ）は、日本の俳優。本名およびデビュー時の芸名：今井 俊一、旧芸名：今井 俊二。
神奈川県鎌倉市出身。明治大学卒業。田中事務所、グループ71、西村事務所に所属していた。

## 来歴・人物
1955年、知人の勧めで、東映ニューフェイス第2期生として東映へ入社。同期には高倉健、五味龍太郎、丘さとみなどがいる。『野郎ども表へ出ろ』に出演して俳優デビューを果たす。大部屋俳優としての役柄を経て、『吠えろ岸壁』への出演後、『皮ジャン・ブルース』ではより大きな役を与えられた。1962年に東映を退社して以降はフリーランスとなった。もともとは二枚目のスター候補であり、温厚な青年なども演じていたが、今井健二名義で『続・女番外地』出演して以降は悪役をメインに演じるようになった。
その後は『現代任侠史』、『仁義なき戦い 頂上作戦』や『冬の華』などのヤクザ映画、『必殺シリーズ』などのテレビ時代劇、『大都会シリーズ』、『西部警察シリーズ』、『太陽にほえろ!』などの刑事ドラマ、特撮など様々なジャンルの作品で悪役としての個性を発揮した。1990年代後半以降は主に時代劇の舞台公演などで活躍。
趣味は釣りで、1983年に釣りの入門書『魚が勝手に食いつく本』（祥伝社ノン・ブック）を著し、その推薦文は高倉健が寄せた。

## 出演

### 映画
- 野郎ども表へ出ろ （1956年、東映）
- 警視庁物語シリーズ （1956年 - 1964年、東映）
- 喧嘩社員 （1957年、東映） - 勝二
- 不良女学生 （1957年、東映） - 岸田修二
- 三代目 魚河岸の石松 （1958年、東映） - 石松
- 台風息子 最高殊勲の巻（1958年、東映）
- 高度7000米 恐怖の四時間 （1959年、東映） - 原副操縦士
- ふたりの休日 （1959年、東映） - 真一
- 静かなる兇弾 （1959年、東映） - 島岡
- 七つの弾丸 （1959年、東映） - 安野亮一
- 素晴らしき娘たち(1959年、東映)
- 消えた密航船 （1960年、東映） - 岩代健二
- 男ならやってみろ （1960年、東映） - 三沢進
- 天下の快男児 万年太郎 （1960年、東映） - 増田善吉
- 男の血潮がこだまする （1961年、東映） - 千葉隆志
- 皮ジャン・ブルース （1961年、東映） - 権
- 天下の快男児 旋風太郎 （1961年、東映） - 小山
- 歌う明星 青春がいっぱい （1962年、東映） - 荒木記者
- 最後の顔役 （1963年、東映） - 赤井警部補
- 陸軍残虐物語 （1963年、東映） - 大谷伍長
- ギャング忠臣蔵 （1963年、東映） - 武林只夫
- 第八空挺部隊 壮烈鬼隊長 （1963年、東映） - 石倉三等陸尉
- 御金蔵破り（1964年、東映） - 梅吉
- ならず者 （1964年、東映） - 俊坊
- 城取り（1965年、日活） - 渋谷典膳
- 忍びの者 伊賀屋敷 （1965年、大映） - 丸橋忠弥
- 続・おんな番外地（1966年、東映） - 長谷川貞夫
- 太陽に突っ走れ （1966年、東映） - 川合幸一
- 可愛いくて凄い女（1966年、東映） - 野坂
- 浪曲子守唄（1966年、東映） - 伊藤
- 昭和残侠伝 唐獅子牡丹 （1966年、東映） - 左右田徳三
- 非行少女ヨーコ （1966年、東映） - 喫茶店マスター
- 地獄の掟に明日はない（1966年、東映） - 北島信吾
- 侠骨一代 （1967年、東映） - 辰
- 続・組織暴力 （1967年、東映）
- 陸軍諜報33 （1968年、東映） - 正田
- 嵐の果し状 （1968年、日活） - 本堂島蔵
- 釧路の夜 (1968年、松竹)
- 新網走番外地 （1968年、東映） - 楊大方
- 無頼 殺せ （1969年、日活） - 平川隆松
- 前科 仮釈放（1969年、日活） - 小山重吾
- 前科 ドス嵐（1969年、日活） - 猛
- 新網走番外地 流人岬の決斗 （1969年、東映） - 木島
- 妖艶毒婦伝 人斬りお勝 （1969年、東映） - 塩崎嘉門
- 新網走番外地 さいはての流れ者（1969年、東映） - 白鳥
- 盛り場仁義 (1970年、日活）
- やくざの横顔（1970年、日活） - 不知火の政
- 関東テキヤ一家 喧嘩仁義（1970年、東映） - 石堂剛
- 新兄弟仁義 （1970年、東映） - 新井竜次（中竜）
- 捨て身のならず者（1970年、東映） - 板倉
- 新網走番外地 大森林の決斗 （1970年、東映） - 黒部
- 大幹部 ケリをつけろ（1970年、日活） - 牧村
- 新宿アウトロー ぶっ飛ばせ （1970年、日活） - 湯浅
- 新網走番外地 吹雪のはぐれ狼 （1970年、東映）
- 博徒外人部隊 （1971年、東映） - 次郎
- 関東流れ者（1971年、日活） - 大川輝雄
- 関東幹部会（1971年、日活） - 谷島
- 新網走番外地 嵐呼ぶ知床岬 （1971年、東映） - 熊谷
- 博徒斬り込み隊 （1971年、東映） - 木崎
- 人間標的 (1971年、松竹)
- 新網走番外地 吹雪の大脱走 （1971年、東映）
- 不良番長 のら犬機動隊 （1972年、東映） - 沢田
- 極道罷り通る （1972年、東映） - 岩橋
- 夜の女狩り （1972年、東映） - 郷原
- 賞金首 一瞬八人斬り （1972年、東映） - 夜叉狼
- 昭和残侠伝 破れ傘 （1972年、東映） - 三次
- やくざと抗争 実録安藤組 （1973年、東映） - 佐倉
- 恐怖女子高校 暴行リンチ教室 （1973年、東映） - 石原千太郎
- 非情学園 ワル （1973年、東映） - 前原
- 女番長 感化院脱走 （1973年、東映） - 小池
- 現代任侠史 （1973年、東映） - 権藤猛
- まむしの兄弟 恐喝三億円 （1973年、東映） - 宗方巌
- 悪名 縄張荒らし （1974年、東宝） - 勝
- 狼よ落日を斬れ （1974年、松竹)  - 東郷直二
- 学生やくざ （1974年、東映） - 秋津大三
- 安藤組外伝 人斬り舎弟 （1974年、東映） - 徳重晃
- 山口組外伝 九州進攻作戦 （1974年、東映） - 徐甲竜
- 黒い牝豹M （1974年、日活）- 川島
- 無宿 （1974年、東宝） - 磯吉
- けんか空手 極真拳 （1975年、東映） - 剣鬼
- 仁義の墓場 （1975年、東映） - 青木政次
- 日本暴力列島 京阪神殺しの軍団 （1975年、東映） - 畠山克敏
- 資金源強奪 （1975年、東映） - 杉谷勝次
- 神戸国際ギャング（1975年、東映） - 洪哲文
- 横浜暗黒街 マシンガンの竜 （1976年、東映） - 西部貴博
- やくざの墓場 くちなしの花 （1976年、東映） - 松永俊二
- やくざ戦争 日本の首領 （1977年、東映） - 文源昌
- 河内のオッサンの唄 （1976年、東映） - 伏見竜一
- サーキットの狼 （1977年、東映） - 藤河鉄一郎
- 沖縄10年戦争 （1978年、東映） - 東龍也
- 冬の華 （1978年、東映） - 石井富吉
- 殺人遊戯 （1978年、東映） - 大山会長
- 十代 恵子の場合（1979年、東映） - 幹部
- 蘇える金狼 （1979年、東映） - 坂本
- スーパーGUNレディ ワニ分署 （1979年、にっかつ） - 雨宮将人
- ピーマン80 （1979年、東宝） - ギャングのボスA
- 薔薇の標的 （1980年、東映） - 井戸垣謙三
- 純（1980年、東映セントラルフィルム） - 駅員
- 制覇 （1982年、東映） - 棚田警部
- 夜汽車 （1987年、東映） - 神田
- MISTY （1991年、東宝） - 高山議員
- ちぎれた愛の殺人 （1993年、東京テアトル） - 藤崎
- 鍵 （1997年、東映） - 相馬博士
- 三毛猫ホームズの推理 ディレクターズ・カット （1998年、PSC） - 栗原警視

### テレビドラマ
- 第7の男 （1964年10月 - 1965年1月、CX） - 葵紳太郎　※主演
- 黄色い風土（1965年11月 - 1966年4月、NET）
- 特別機動捜査隊（NET）
  - 第208話「落ちていた粉」（1965年）
  - 第238話「深夜の銃声」（1966年） - 熊谷
  - 第717話「わたしが殺した男」（1975年） - 今村部長刑事
- ザ・ガードマン （TBS）
  - 第76話「赤い身代金」（1966年）
  - 第94話「美しいスパイたち」（1967年）
  - 第125話「屍にそそぐ涙はない」（1967年）
  - 第136話「九州横断道路」（1967年）
  - 第140話「裏切りは一度だけ」（1967年）
  - 第143話「マッチ売りの少女は大晦日に死ぬ」（1967年）
  - 第159話「死の試走車」（1968年）
  - 第160話「帰って来た偽ガードマン」（1968年）
  - 第168話「結婚式大泥棒」（1968年）
  - 第181話「危険を拾った娘」（1968年）
  - 第189話「現金輸送車奇襲作戦」（1968年）
  - 第196話「花嫁の夫は死人」（1969年）
  - 第208話「逃亡のアムステルダム」（1969年）
  - 第212話「消えた現金に手を出すな」（1969年）
  - 第232話「夫を死刑台に送れ」（1969年）
  - 第236話「喜劇・いらっしゃいませ集団万引様」（1969年）
  - 第240話「生きては帰れぬ地獄トリデ」（1969年）
  - 第263話「裏口入学は死を招く」（1970年）
  - 第272話「宝石泥棒の連続殺人」（1970年）
  - 第292話「女の復讐は口笛にのって」（1970年）
  - 第307話「教育ママの裏口入学作戦」（1971年）
  - 第326話「年上の妻の華やかな犯罪」（1971年）
  - 第338話「負けられないわ! 娘と姑・女の戦争」（1971年）
  - 第345話「まあ恥ずかしい! スターの告白」（1971年）
  - 第348話「今晩ワ! 私のセールスマン」（1971年）
  - 第349話「16歳の花嫁に夫が二人?」（1971年） - 北川　※最終回前編
- 名探偵明智小五郎シリーズ 怪人四十面相 第2話「天空魔人」（1966年、NTV） - ジャック
- 銭形平次 （CX）
  - 第27話「生きていた平次」（1966年） - 伊之助
  - 第95話「一本の命綱」（1968年） - お不動の常
  - 第254話「虎の穴」（1971年） - カミソリの伝次
  - 第400話「お光の縁談」（1974年） - 富蔵
  - 第423話「哀しき追跡」（1974年） - 鳴海軍蔵
  - 第447話「からくり仇討」（1974年） - 桑木要介
  - 第596話「夫婦屋台」（1977年） - 放れ駒
- 悪魔くん 第9話「吸血鬼」（1966年、NET） - 吸血鬼ドクトルキューラ
- 三匹の侍（CX）
  - 第4シリーズ 第19話「木枯の女」（1967年） - 宮地左内
  - 第5シリーズ 第12話「女がやって来た」（1967年） - 岩倉源心
  - 第6シリーズ 第17話「山の血が騒ぐ」（1969年） - 万次
- 素浪人 月影兵庫 第2シリーズ 第27話「星は朝まで酔っていた」（1967年、NET） - 当たり屋
- キャプテンウルトラ 第13話「まぼろし怪獣ゴースラーあらわる」（1967年、TBS） - ヤマテ隊員
- ローンウルフ 一匹狼 第2話「ピストル市場」（1967年、NTV）
- 戦え! マイティジャック 第7話「来るなら来てみろ!!」（1968年、CX） - Qのボス
- 風 第20話「小指のない武士」（1968年、TBS）
- キイハンター（TBS）
  - 第17話「まだ殺しは終らない」（1968年）
  - 第37話「殺人鬼お呼びの時間」（1968年）
  - 第44話「殺人急行007号」（1969年）
  - 第75話「悪魔を呼ぶ女」（1969年）
  - 第78話「翼のない爆音大編隊」（1969年） - 北見
  - 第110話「首のない紳士の殺人計画」（1970年）
  - 第122話「殺し屋候補生No.1」（1970年） - 山室
  - 第160話「墓場に消えた現金輸送車」（1971年） - 氷室
  - 第177話「殺しはキッスで始まった」（1971年）
  - 第257話「世界のギャング日本上陸」（1973年） - 錦
- 東京バイパス指令 （1969年、NTV）
  - 第12話「恐怖のナイフ」
  - 第21話「イヌは誰だ」
  - 第55話「どぶ鼠狩り」
- 帰って来た用心棒 第30話「上意討ち」（1969年、NET） - 桜井
- 妖術武芸帳 第1話「怪異妖法師」（1969年、TBS） - 千里ノ眼道士
- 素浪人 花山大吉 第28話「腕白小僧はなぜウソついた」（1969年、NET） - 源太
- 五番目の刑事 第1話「真昼のアスファルト」 (1969年、NET)　- 西沢
- プレイガール（12ch）
  - 第36話「女の肌は二度燃える」（1969年）
  - 第70話「殴り込み替玉作戦」（1970年） - 田島
  - 第128話「女は懺悔か衝撃の告白」（1971年） - 柳田則夫
  - 第130話「江戸っ子恋仁義」（1971年） - 大熊
  - 第165話「暴力街の流れ医者」（1972年） - 相沢
  - 第284話「愛して! 悶えて! 殺されて」（1974年） - 中井俊三
- ゴールドアイ 第11話「現金輸送車強奪」（1970年、NTV） - 滝五郎
- 遠山の金さん捕物帳（NET）
  - 第7話「浮世絵の女」（1970年） - 大野木残月
  - 第41話「それを見た女」（1971年） - 伝次
  - 第71話「義賊と呼ばれた男」（1971年） - 五郎太
  - 第150話「我が子に殺しを教えた男」（1973年） - 吉兵衛
- 徳川おんな絵巻 第31話「嵐の中の女」（1971年、KTV） - 遠藤喜一郎
- 軍兵衛目安箱 第23話「軍略の時」（1971年、NET） - 前原佐助
- おらんだ左近事件帖 第4話「黒い瓦板」（1971年、CX） - 笹井源十郎
- 大忠臣蔵（1971年、NET） - 斉藤清左衛門
- ターゲットメン 第3話「消えた360億円」（1971年、NET / 東映）
- 大岡越前（TBS / C.A.L）
  - 第2部 第25話「おとし穴」（1971年11月1日） - 喜三郎
  - 第13部 第7話「祖父の秘密は大泥棒」（1992年12月28日） - 大淀の吉兵衛
  - 第14部 第6話「友を救った宿場の決闘」（1996年7月22日） - 花園の長兵衛
- 荒野の素浪人（NET）
  - 第1シリーズ
    - 第49話「追跡 地獄への身代金」（1972年）
    - 第61話「出獄 裏切りの報酬」（1973年） - 政吉

  - 第2シリーズ 第4話「無頼の掟」（1974年） - 成瀬左内
- さすらいの狼（1972年、NET） - 加納紀三郎
- 地獄の辰捕物控 第11話「お玉の足が辰を追う」（1972年、NET） - 源次
- 恐怖劇場アンバランス 第13話「蜘蛛の女」（1973年、CX） - 山西成光
- 戦国ロック はぐれ牙 第4話「はぐれ牙の影を砕け」（1973年、CX）
- 太陽にほえろ! （NTV）
  - 第37話「男のつぐない」（1973年） ※欠番作品
  - 第96話「ボスひとり行く」（1974年） - 大滝（竜神会組長）
  - 第110話「走れ! 猟犬」（1974年） - 加治田登
  - 第529話「山さんの危険な賭け」（1982年） - 響（響組組長）
  - 第599話「殺人犯ラガー」（1984年） - 銀竜会組長
- 非情のライセンス（NET→ANB）
  - 第1シリーズ
    - 第3話「兇悪な夜の匂い」（1973年） - 松尾
    - 第40話「兇悪の望郷」（1974年） - 戸塚修

  - 第2シリーズ
    - 第44話「兇悪のヌード」（1975年） - 星川
    - 第67話「兇悪のプライバシー」（1976年） - 遠藤金造
    - 第89話「兇悪犯指名手配」（1976年） - 黒崎鉄次

  - 第3シリーズ 第13話「兇悪の唇・危険を運ぶ女」（1980年） - 栗田（誠東会幹部）
- 必殺シリーズ（ABC）
  - 必殺仕置人 第11話「流刑のかげに仕掛あり」（1973年） - 鬼の岩蔵
  - 助け人走る 第20話「邪恋大迷惑」（1974年） - 磯矢新七
  - 暗闇仕留人（1974年）
    - 第1話「集まりて候」 - 同心高畑
    - 第21話「仏に替りて候」 - 雅泉堂

  - 必殺必中仕事屋稼業 第4話「逆転勝負」（1975年） - 弥三
  - 必殺仕置屋稼業 第7話「一筆啓上邪心が見えた」（1975年） - 堀内以蔵
  - 必殺仕業人（1976年）
    - 第2話「あんたこの仕業どう思う」 - 大村兵庫
    - 第20話「あんたこの志をどう思う」 - 同心 神山

  - 新・必殺仕置人（1977年）
    - 第3話「現金無用」 - 玄達
    - 第21話「質草無用」 - 質屋みな月
    - 第31話「牢獄無用」 - 筆頭与力・高岡刑部

  - 江戸プロフェッショナル・必殺商売人 第18話「殺られた主水は夢ん中」（1978年） - 清五郎
  - 必殺からくり人・富嶽百景殺し旅 第7話「駿州江尻」（1978年） - 政五郎
  - 翔べ! 必殺うらごろし 第12話「木が人を引き寄せて昔を語る」（1979年） - 根本弾正
  - 必殺仕事人
    - 第15話「その仕事の依頼引き受けるのか?」（1979年） - 小津屋市兵ヱ
    - 第29話「新技 腰骨はずし」（1979年） - 松浦市之介
    - 第56話「外し技 釣鐘からくり割り」（1980年） - 智深

  - 新・必殺仕事人 第51話「主水ビックリする」（1982年） - 佐伯道庵
  - 必殺ワイド・新春 久しぶり!主水、夢の初仕事 悪人チェック!!（1988年） - 海老屋鯛造、今井健二（本人役）
- 剣客商売 第18話「ある剣客の死」（1973年、CX）- 澤井兵庫
- 素浪人 天下太平 第15話「めんない千鳥の惚れた女（ひと）」（1973年、NET） - 伝造
- 荒野の用心棒（1973年、NET）
  - 第21話「山峡に脱獄犯を追って…」 - 岩村大吾
  - 第25話「廃墟の宿に母恋唄が聞えて…」 - 山上の権蔵
- 旗本退屈男（1973年、NET）
  - 第7話「母恋地獄」 - 綾垣織部正
  - 第13話「殺しのからくり」 - 松野大和守
- 水滸伝 第1話「大宋国の流星」、第2話「蒼州の熱風」（1973年、NTV） - 陸謙
- 唖侍 鬼一法眼 第12話「獄門峠の菊の花」（1973年、NTV） - 岩鼻の頑蔵
- 大江戸捜査網（12ch→TX / 三船プロ）
  - 第112話「十手は殺しの免許状」（1973年） - 氷室左門
  - 第170話「小さな目撃者」（1974年） - 丹波屋藤兵衛
  - 第231話「無法街の辻駕籠」（1976年） - 喜多欣四郎
  - 第254話「身代り囚人の罠」（1976年） - 榊原大膳
  - 第314話「女刺青師 怒りの恨み節」（1977年） - 東条左近
  - 第357話「危機一髪 凶悪の罠」（1978年） - 桂木
  - 第412話「島帰りの父 涙の絶唱」（1979年） - 村雨主水之介
  - 第433話「女すり捨身の恩返し」（1980年） - 沼田庄之助
  - 第493話「荒海を斬る隠密同心」（1981年） - 貝沼
- 江戸を斬る （TBS）
  - 江戸を斬る 梓右近隠密帳 第15話「笹野権三 誉れの仇討ち」（1974年） - 種田五郎左衛門
  - 江戸を斬るII 第11話「二人鼠小僧」（1976年） - 仁吉
  - 江戸を斬るIII 第1話「江戸を斬る」（1977年） - 庄五郎
  - 江戸を斬るIV 第19話「狙われた死神」（1979年） - 又蔵
  - 江戸を斬るV（1980年）
    - 第10話「当り富札は殺しの番号」 - 大村兵部
    - 第19話「金太が落ちた恋地獄」 - 宮川玄蕃

  - 江戸を斬るVI 第3話「雛祭りの夜の恐怖」（1981年） - 霞の五郎蔵
- アイフル大作戦 第43話「スリル満点! ガイ骨のスキー大会」（1974年、TBS）
- ご存知遠山の金さん 第22話「由井正雪大いに笑う」（1974年、NET） - 田村左内
- ぶらり信兵衛 道場破り（1974年、CX）
  - 第15話「泣くな又平」 - 反町
  - 第41話「とまれ銀太」 - 稲妻小僧
- 右門捕物帖 第1話「雨の女」（1974年、NET）
- ザ・ボディガード 第14話「愛と死の空中ぶらんこ」（1974年、NET）
- バーディー大作戦（TBS）
  - 第20話「アベックギャングコンテスト」（1974年） - 成瀬
  - 第35話「1975 白銀に舞う大アクション!」（1975年） - 早坂
  - 第38話「結婚前夜! 吹雪の中の殺人」（1975年） - 岩崎
- 座頭市物語（CX）
  - 第2話「子守唄に咲いた女郎花」（1974年） - 政吉
  - 第25話「渡世人」（1975年） - 黒馬の勘兵衛
- 夜明けの刑事（TBS）
  - 第7話「お母ちゃんのお手柄」（1974年）
  - 第20話「ウソから出たマコト」（1975年）
  - 第52話「哀しみの蒸気機関車はふるさとを走る!!」（1975年） - 殿村
  - 第81話「横須賀ストーリー殺人事件」（1976年） - 大町
- 伝七捕物帳（NTV）
  - 第53話「情の火花に散る涙」（1974年） - 近江屋
  - 第97話「逆転歓喜の盃」（1976年） - 郷田仙之助
  - 第98話「幼な心に春が来る」（1976年） - 浜口屋
- 破れ傘刀舟悪人狩り（NET）
  - 第14話「暗黒街のメス」（1974年） - 本田十内
  - 第61話「さむらい無情」（1975年） - 膳所藩江戸家老・坂崎民部
  - 第90話「さすらい母恋い唄」（1976年） - 瀬川主膳
  - 第107話「おんな捕物地獄花」（1976年） - 勘定奉行・本田監物
- 傷だらけの天使 第18話「リングサイドに花一輪を」（1975年、NTV）
- TOKYO DETECTIVE 二人の事件簿 第1話「野獣、雪山に死す」（1975年、ABC）
- 水戸黄門（TBS）
  - 第6部 第5話「おてもやんの初恋 -熊本-」（1975年4月28日） - 大矢野甚十郎
  - 第10部 第9話「三人の無法者 -新城-」（1979年10月8日） - 九鬼玄一郎
  - 第16部 第22話「欲望渦巻く悪鬼の砦 -糸魚川-」（1986年9月22日） - 黒姫の十兵衛
  - 第17部 第3話「炎に浮かぶ凶賊の罠 -甲府-」（1987年9月14日） - 釜無の悪兵衛
  - 第21部（1992年）
    - 第9話「密命帯びた忍び妻 -杵築-」 - 豊後屋
    - 第29話「狙われた御用金 -高崎-」 - 斑鳩の爻猿

  - 第22部（1993年）
    - 第5話「陰謀渦巻く大井川 -島田-」 - 阿修羅の丑蔵
    - 第30話「黄金の島の鬼退治 -佐渡-」 - 荒神の虎五郎

  - 第23部
    - 第4話「助さん格さん用心棒 -安中-」（1994年） - 青滝屋
    - 第18話「闇夜に咲いた女義賊 -米子-」（1994年） - 般若の岩蔵
    - 第26話「悪が群がる山鹿灯籠 -山鹿-」（1995年2月6日） - 蛇の留五郎

  - 水戸黄門外伝 かげろう忍法帖 第11話「非情の試し撃ち -彦根-」（1995年） - 伊吹颪の鱶蔵
  - 第24部 第15話「仇を探す飴売り娘 -熊本-」（1995年12月25日） - 岩尾の岩造
- 影同心（MBS）
  - 影同心 第5話「惚れた弱みの殺し節」（1975年） - 戸崎源八郎
  - 影同心II 第15話「尼と男の冬の宿」（1976年） - 室生辰衛
- 賞金稼ぎ（1975年、NET）
  - 第6話「ゴーストタウンの狼」 - 犬神の鬼藤太
  - 第22話「コンバットの報酬」 - 鮫島半蔵
- 剣と風と子守唄 第13話「戦場の天使」（1975年、NTV） - 梶原要蔵
- 長崎犯科帳 第14話「旅路の果てのふたり」（1975年、NTV） - 駒形段造
- Gメン'75 第10話「大空の身代金」（1975年、TBS） - 緒方
- ザ★ゴリラ7 第17話「許せぬ奴らに花一輪」（1975年、NET） - 歌川弘道
- 十手無用 九丁堀事件帖（1975年、NTV）
  - 第4話「私は見た」 - 夜烏の七兵ヱ
  - 第12話「狙われた玉の輿」 - 稲荷の銀八
- 遠山の金さん 第1シリーズ 第7話「その錠を破れ!」（1975年、NET） - 倉田
- 徳川三国志 第11話「仇討ち姉妹」（1976年、NET） - 志賀団七
- 痛快!河内山宗俊 第12話「ぬれ手に油の三万両」（1975年、CX）
- 新宿警察 第25話「さよならも言わないで」（1976年、CX） - 江島
- 大非常線 第4話「必死の逃亡者」（1976年、NET）
- 大都会シリーズ（NTV）
  - 大都会 闘いの日々（1976年） - 桂木の秘書
    - 第10話「憎しみの夜に」
    - 第30話「縁談」

  - 大都会 PARTII 第51話「北九州コネクション」（1978年） - 矢崎
  - 大都会 PARTIII
    - 第1話「帰って来た黒岩軍団」（1978年） - 柴山（東友会幹部）
    - 第26話「殺人予告」（1979年） - 矢野源三
    - 第35話「野獣狩り」（1979年） - 有田
- 子連れ狼 第3部 第2話「お乳母日傘」（1976年、NTV） - 梵天
- ベルサイユのトラック姐ちゃん（1976年、NET）
  - 第4話「ベルトラ姐ちゃん必勝法!」 - 村上
  - 第16話「女は裸で一人旅」 - 馬場
- 隠し目付参上 第7話「金か命か体面か」（1976年、MBS） - 唐沢丈之助
- 人魚亭異聞 無法街の素浪人 第15話「愛と死のバラード」（1976年、NET） - 谷口政五郎
- コードナンバー108 7人のリブ 第13話「友情（こころ）よ、永遠に!」（1976年、KTV）- 阿久津
- 桃太郎侍（NTV）
  - 第16話「折れた孤剣」（1977年） - 風間一角
  - 第28話「泣き笑い千両くじ」（1977年） - 内藤丹後守
  - 第70話「凧に乗った五百両」（1978年） - 横田丹後
  - 第92話「成田詣りで逢った女」（1978年） - 今津の富蔵
  - 第109話「笛吹き若様 町人志願」（1978年） - 秋山帯刀
  - 第122話「奉公人はつらいよ」（1979年） - 田所
  - 第142話「瓦版修行は命がけ」（1979年） - 杉本竹十郎
  - 第159話「田之助の婿入り志願」（1979年） - 吉蔵
  - 第173話「恋女房は人の妻」（1980年） - 相良大江進
  - 第187話「旅は道連れ世は無情」（1980年）- 林田数右衛門
- 新・座頭市（CX）
  - 第1シリーズ 第15話「仕込杖が怒りに燃えた」（1977年） - 辰文
  - 第2シリーズ 第2話「目なしだるまに春が来た」（1978年） - 酉蔵
- 新・二人の事件簿 暁に駆ける 第26話「義兄妹」（1977年、ABC）
- 人形佐七捕物帳 第5話「遺恨十年逆十手」（1977年、ANB） - 松井平助
- 江戸の旋風シリーズ（CX）
  - 同心部屋御用帳 江戸の旋風II 第53話「壮烈!源三郎」（1977年）
  - 同心部屋御用帳 江戸の旋風IV 第1話「風と太鼓と風来坊」（1978年） - 佐原屋伝八郎
  - 新・江戸の旋風 第12話「恋風孫兵衛・春の嵐吹く」（1980年） - 紀州屋
- 華麗なる刑事 第9話「少年たちの暴発」（1977年、CX） - 葉山
- 特捜最前線（ANB）
  - 第31話「浅草・愛と逃亡の街」（1977年） - 下滝
  - 第50話「凶弾・神代夏子死す!」、第51話「凶弾II・面影に手錠が光る!」（1978年） - 岡野
  - 第75話「面影・密告してきた女!」（1978年） - 金丸
  - 第184話「慕情」（1980年）
  - 第199話「悪魔のような女!」（1981年）
- 新 木枯し紋次郎 第1話「霧雨に二度哭いた」（1977年、12ch） - 駒形の虎八
- 明日の刑事 第16話「悲しみの橋が二人をひき裂いた」 （1978年、TBS）
- 達磨大助事件帳 第25話「流転のかんざし」（1978年、ANB） - 平蔵
- 暴れん坊将軍（ANB / 東映）
  - 吉宗評判記 暴れん坊将軍
    - 第10話「花開く目安箱」（1978年） - 黒岩主馬之介
    - 第27話「柳生一族を斬る女」（1978年） - 柳生玄蕃
    - 第52話「失脚! 大岡越前守」（1979年） - 夜嵐の虎蔵
    - 第98話「狼の里から来た娘」（1980年） - 原田安左衛門
    - 第186話「天下御免!虚無僧変化」（1981年） - 日向鉄心

  - 暴れん坊将軍VI 第32話「男と女の夢舞台」（1995年） - 飯島図書
- 大空港（CX）
  - 第3話「かもめが飛び立つ日に」（1978年）
  - 第24話「特捜部対ヤクザの斗い パートII」（1979年） - 岩谷組長
  - 第72話「忍びよる魔手 友情は血で洗えるか!?」（1980年） - 橘
- 江戸の渦潮 第18話「老盗とその娘」（1978年、CX）
- 土曜ワイド劇場 （ANB）
  - 松本清張の「顔」 死の断崖（1978年） - 小宮一郎
  - 松本清張の「紐」 恐怖の大回転遊覧車（1979年）
  - 混浴露天風呂連続殺人 第5作「湯けむりに消えた女三人旅」（1986年） - 黒岩憲太郎
- 風鈴捕物帳 第6話「鬼蜘蛛の謎」（1978年、ANB） - 鬼蜘蛛の重兵衛
- 鉄道公安官 第17話「東京-隠岐・犯罪特急」（1979年、ANB） - 有田
- 雲霧仁左衛門 第7話「掟破り」（1979年、KTV） - 霞の七三
- 西部警察シリーズ （ANB）
  - 西部警察
    - 第2話「無防備都市・後編」（1979年） - 防衛隊士官
    - 第17話「地獄から還った刑事」（1980年） - 権藤（竜紋会組長）
    - 第67話「狙われた小暮課長」（1981年） - 倉吉
    - 第121話「無法の街に愛と勇気を」（1982年） - 城山（銀星興業幹部）

  - 西部警察 PART-II 第38話「決戦・地獄の要塞 -名古屋篇-」（1983年） - 相沢義一
  - 西部警察 PART-III 第20話「40億の罠」（1983年） - 鬼頭
- 探偵物語（NTV）
  - 第6話「失踪者の影」（1979年） - 中畑
  - 第24話「ダイヤモンド・パニック」（1980年） - 小室（関東桜会代貸）
- 騎馬奉行 第7話「若鷹が巣立つ時」（1979年、KTV）
- 江戸の牙 第9話「壮絶! 同心志願」（1979年、ANB） - 佐久間将監
- 半七捕物帳 第22話「お照の父」（1979年、EX）- 長平
- 長七郎天下ご免! （ANB）
  - 第8話「無情!江戸に散る花 」（1979年） -佐竹主水正
  - 第37話「真珠の涙に燃えた剣 」（1980年） - 田丸内蔵介
- 爆走! ドーベルマン刑事（1980年、ANB）
  - 第1話「黒バイ部隊出動す!」
  - 第18話「黒バイ部隊vsハーレー軍団」 - ARIミュージック社長
- 大激闘マッドポリス'80 第3話「狙撃者を撃て」（1980年、NTV） - 中岡（高松総業幹部）
- 猿飛佐助 第5話「甲賀忍法 火炎大車輪」（1980年、NTV） - 馬頭鉄斎
- 雪姫隠密道中記 第11話「御用金を狙った男 -姫路-」（1980年、MBS） - 香月甚内
- 特命刑事 第9話「300億を奪い返せ!」（1980年、NTV） - 新東興業社長
- グランド劇場 / 熱中時代 先生編 第2シリーズ 第16話「熱中先生 涙の晴れ舞台」（1980年、NTV） - 林田秀三
- 江戸の朝焼け 第1話「鈴虫の男」（1980年、CX）
- 服部半蔵 影の軍団 第18話「瞳の中の殺人者」（1980年、KTV） - 権田重兵衛
- 柳生あばれ旅 第10話「地獄屋敷の天使 -掛川-」（1980年、ANB） - 前川
- ピーマン白書（1980年、CX） - 山崎豊
- ザ・ハングマンシリーズ（ABC / 松竹芸能）
  - ザ・ハングマン（1981年）
    - 第10話「横領結婚」 - 鷹取社長（鷹取商事）
    - 第38話「KO強盗をKOせよ」 - 浜田健造（浜田美術評論社社長）

  - ザ・ハングマンII 第2話「女王がなめた苦い水」（1982年） - 月丘敏男（山野副首相私設第一秘書）
  - ザ・ハングマンV 第2話「警官が流れ弾でOL殺し!?」（1986年） - 広瀬寛（相生署署長）
- 加山雄三のブラック・ジャック 第8話「血がとまらない」（1981年、ANB）
- 警視庁殺人課 第6話「殺意のコネクション」（1981年、ANB）
- 闇を斬れ 第12話「この世の見納め生き観音」（1981年、KTV） - 奥平右京亮
- プロハンター 第13話「北々西に向かって走れ」（1981年、NTV）
- 新五捕物帳 第142話「盗っ人が生んだ赤ン坊」（1981年、NTV） - 源蔵
- 水曜劇場 / 茜さんのお弁当（1981年、TBS） - 山形平吉
- 時代劇スペシャル（CX）
  - 仕掛人・藤枝梅安 第1作「梅安蟻地獄」（1982年） - 山崎宗伯
  - 紫頭巾 黄金の秘密（1982年）
  - おんな霧隠才蔵 戦国忍者風雲録（1982年） - 大和屋
  - 清水次郎長男の涙・石松の最后（1982年） - 大門屋虎五郎
  - 刺客街道（1982年） - 岩永播磨
- 月曜ドラマランド / 豆姫さま漫遊記 第2作（1984年、CX）
- 流れ星佐吉 第17話「女賭博師大執念」（1984年、KTV）
- 暴れ九庵 第1話「死んでも生きる!」（1984年、KTV） - 藤兵ヱ
- 特命刑事ザ・コップ 第2話「54人の女が消えた!」（1985年、ABC）
- 遠山の金さんII （ANB） ※高橋英樹版
  - 第6話「夜の美女軍団!"死んで貰います"」（1985年）- 文三
  - 第28話「よつやこふてらの女!」（1986年）- 藤五郎
- 長七郎江戸日記 第106話「泣くな山鳩」（1986年、NTV）- 池辺大膳
- 火曜ミステリー劇場 / 雪の能登半島 幽霊海岸殺人事件 （1991年、ANB）
- 世にも奇妙な物語 / チャネリング （1991年、CX）
- 人形佐七捕物帳 凶悪けものを追え! / 江戸の華 美人役者に迫る魔手! （1992年、TX）

など

### オリジナルビデオ
- ごきぶり商事痛快譚 愛の五億円ぶるーす（1991年、東北新社）
- 女囚さそり 殺人予告（1991年、東映ビデオ） - 郷田
- ブラックマネー（1995年、KSS） - 潮田喜一郎
- Another XX マトリの女（1998年、東映ビデオ）

### 舞台
- 北島三郎特別公演
  - 「天竜しぐれ笠」（1997年3月）
  - 「幡随院長兵衛」（2004年3月）
  - 「あばれ無法松」（2007年6月、9月）
  - 「国定忠治」（2008年3月）
  - 「木曽恋しぐれ」（2010年3月）
  - 芸道50周年記念「じいさんとは言わせない!」（2011年3月）

### その他
- クイズ面白ゼミナール 1985年10月6日 [8][9]
- 昭和の不思議101 冬の男祭り号 悪役一代（2021年、ミリオンムック） - インタビュー

### 吹き替え
- ラ・スクムーン - ロベルト（ジャン＝ポール・ベルモンド）※声質が似ているので起用された

### 歌謡曲
- ああ人生は／ふたりのグラス キングレコード 1988年7月